# Station Düsseldorf-Flingern
Station Düsseldorf-Flingern (Duits: Bahnhof Düsseldorf-Flingern) is een S-Bahnstation in het stadsdeel Flingern van de Duitse stad Düsseldorf en ligt aan de spoorlijn Neuss - aansluiting Linderhausen.

## Treinverbindingen
| Serie | Treinsoort            | Route | Bijzonderheden                             |
| ----- | --------------------- | --- | ------------------------------------------ |
| S 8   | S-Bahn (DB Regio NRW) | Mönchengladbach Hbf – Neuss Hbf – Düsseldorf Hbf – Düsseldorf-Flingern – Gruiten – Wuppertal Hbf – Schwelm – Gevelsberg Hbf – Hagen Hbf     |                                            |
| S 28  | S-Bahn (Regiobahn)    | Kaarster See – Kaarst Mitte/Holzbüttgen – Kaarst IKEA – Neuss Hbf – Düsseldorf Hbf – Düsseldorf-Flingern – Neanderthal – Mettmann Stadtwald |                                            |
| S 68  | S-Bahn (DB Regio NRW) | Langenfeld (Rhld) – Düsseldorf-Benrath – Düsseldorf Hbf – Düsseldorf-Flingern – Gruiten – Wuppertal-Vohwinkel                               | Dienstregeling S68 geldig vanaf 10-12-2023 |

0,2: Neuss Hbf ·
2,7: Neuss Am Kaiser ·
4,8: Neuss Rheinparkcenter ·
6,5: Düsseldorf-Hamm ·
7,3: Düsseldorf Völklinger Str. ·
9,1: Düsseldorf-Bilk ·
10,2: Düsseldorf Friedrichstadt ·
11,1: Düsseldorf Hbf ·
12,6: Düsseldorf-Flingern ·
16,6: Düsseldorf-Gerresheim ·
19,2: Erkrath ·
22,2: Hochdahl ·
23,7: Hochdahl-Millrath ·
26,9: Gruiten ·
31,9: Wuppertal-Vohwinkel ·
33,8: Wuppertal-Sonnborn ·
34,6: Wuppertal-Zoologischer Garten ·
37,4: Wuppertal-Steinbeck ·
38,1: Wuppertal Hbf ·
39,7: Wuppertal-Unterbarmen ·
41,6: Wuppertal-Barmen ·
43,6: Wuppertal-Oberbarmen ·
45,2: Wuppertal-Langerfeld ·
47,2: Schwelm West ·
48,8: Schwelm